# Pavel Čapek (fotbalista)
Pavel Čapek (* 7. ledna 1976) je český fotbalista, obránce nebo záložník.
Hrál za FC Slovan Liberec (1995–2003), Bohemians Praha (2003–2004) a v nižší soutěži v Německu. S Libercem získal v sezóně 2001–2002 mistrovský titul. V lize odehrál 132 utkání a dal 3 góly. V evropských pohárech odehrál 13 utkání.